# Systema Mycologicum
Systema Mycologicum és una obra de tres volums escrita el 1821 pel micòleg suec Elias Magnus Fries (1794-1878). Fou el punt de partida de la nomenclatura micològica. El títol complet és Systema mycologicum : sistens fungorum ordines, genera et species, huc usque cognitas, quas ad normam methodi naturalis determinavit, disposuit atque descripsit, abreviat com a Syst. Mycol..